# Кустарниковые сойки
Кустарниковые сойки (лат. Aphelocoma) — род птиц семейства врановых.
Представители вида обитают в Северной Америке, один вид — также и в Центральной Америке.
В состав рода включают 7 видов:
| Изображение | Научное название        | Русское название                 | Распространение                                                                           |
| ----------- | ----------------------- | -------------------------------- | ----------------------------------------------------------------------------------------- |
|             | Aphelocoma unicolor     | Одноцветная кустарниковая сойка  | Мексика (Восточная Сьерра-Мадре и Западная Сьерра-Мадре), Гватемала, Гондурас и Сальвадор |
|             | Aphelocoma wollweberi   |                                  | юго-запад США и Мексика (Восточная Сьерра-Мадре и Западная Сьерра-Мадре)                  |
|             | Aphelocoma ultramarina  | Мексиканская кустарниковая сойка | Центральная Мексика ( Поперечная Вулканическая Сьерра)                                    |
|             | Aphelocoma insularis    |                                  | остров Санта-Круз                                                                         |
|             | Aphelocoma californica  |                                  | запад Северной Америки от Британской Колумбии до Нижней Калифорнии                        |
|             | Aphelocoma woodhouseii  |                                  | запад Северной Америки от Орегона через Техас до севера Мексики                           |
|             | Aphelocoma coerulescens | Голубая кустарниковая сойка      | Флорида                                                                                   |